# Sommer-Universiade 2017/Teilnehmer (Deutschland)
| Gelbes Symbol für Goldmedaillen mit stilisierten Olympischen Ringen | Graues Symbol für Silbermedaillen mit stilisierten Olympischen Ringen | Braundes Symbol für Bronzemedaillen mit stilisierten Olympischen Ringen |
| ------------------------------------------------------------------- | --------------------------------------------------------------------- | ----------------------------------------------------------------------- |
| 7                                                                   | 6                                                                     | 11                                                                      |

Der Allgemeine Deutsche Hochschulsportverband (adh) nominierte 127 studentische Spitzensportlerinnen und -sportler, die in 14 Sportarten an den Start gehen.

## Basketball
| Spieler | Spieler          | Spieler           | Spieler | Spieler | Spieler  | Spieler               |
| Nr.     | Name             | Geburt            | Größe   | Info    | Einsätze | Verein                |
| ------- | ---------------- | ----------------- | ------- | ------- | -------- | --------------------- |
|         |                  | Guards (PG, SG)   |         |         |          |                       |
| 9       | Jonas Grof       | 03.05.1996        | 2,01 m  |         |          | Phoenix Hagen         |
| 13      | Andreas Obst     | 13.07.1996        | 1,91 m  |         |          | Oettinger Rockets     |
| 15      | Robin Amaize     | 31.01.1994        | 1,97 m  |         |          | medi Bayreuth         |
| 20      | Dominic Lockhart | 03.07.1994        | 1,98 m  |         |          | BG Göttingen          |
|         |                  | Forwards (SF, PF) |         |         |          |                       |
| 6       | Johannes Richter | 06.12.1993        | 2,05 m  |         |          | Oettinger Rockets     |
| 10      | Max Ugrai        | 28.07.1995        | 2,01 m  |         |          | Science City Jena     |
| 11      | Lukas Meisner    | 08.08.1995        | 2,03 m  |         |          | Columbia Lions (NCAA) |
| 12      | Stefan Ilzhöfer  | 22.03.1995        | 2,00 m  |         |          | Gladiators Trier      |
| 18      | Till Gloger      | 26.01.1993        | 2,04 m  |         |          | MBC Weißenfels        |
| 19      | Sid-Marlon Theis | 26.04.1993        | 2,05 m  |         |          | Tigers Tübingen       |
| 24      | Fabian Bleck     | 19.03.1993        | 2,01 m  |         |          | Eisbären Bremerhaven  |
|         |                  | Center (C)        |         |         |          |                       |
| 3       | Mahir Agva       | 26.06.1996        | 2,06 m  |         |          | Gießen 46ers          |

| Trainer     | Trainer         | Trainer          |
| Nat.        | Name            | Position         |
| ----------- | --------------- | ---------------- |
| /           | Mathias Fischer | Cheftrainer      |
| Deutschland | Boris Kaminski  | Assistenztrainer |

| Legende                | Legende   |
| Abk.                   | Bedeutung |
| ---------------------- | --------- |
| (C)                    | Kapitän   |
| Quellen                |           |
| Teamhomepage           |           |
| Ligahomepage           |           |
| Stand: 19. August 2017 |           |

| Legende                | Legende   |
| Abk.                   | Bedeutung |
| ---------------------- | --------- |
| (C)                    | Kapitän   |
| Quellen                |           |
| Teamhomepage           |           |
| Ligahomepage           |           |
| Stand: 19. August 2017 |           |

## Leichtathletik
Es wurden 26 Leichtathleten (16 Frauen und 10 Männer) nominiert, darunter die beiden Titelverteidiger Lena Urbaniak (Kugelstoßen) und Martin Grau (3000 m Hindernis). Hürdensprinterin Ricarda Lobe musste jedoch wegen Studienverpflichtungen ihre Teilnahme absagen.

### Frauen

#### Laufdisziplinen
| Athletin         | Disziplin    | Vorlauf     | Vorlauf | Halbfinale  | Halbfinale | Finale        | Finale        |
| Athletin         | Disziplin    | Zeit        | Platz   | Zeit        | Platz      | Zeit          | Platz         |
| ---------------- | ------------ | ----------- | ------- | ----------- | ---------- | ------------- | ------------- |
| Sina Mayer       | 100 m        | 11,70 s     | 11      | 11,84 s     | 13         | ausgeschieden | ausgeschieden |
| Christina Hering | 800 m        | 2:05,80 min | 11      | 2:03,58 min | 8          | 2:04,76 min   | 7             |
| Diana Sujew      | 1500 m       | 4:18,88 min | 3       |             |            | 4:21,72 min   | 7             |
| Hanna Klein      | 5000 m       |             |         |             |            | 15:45,28 min  | Gold          |
| Fabienne Amrhein | Halbmarathon |             |         |             |            | 1:17:10 h     | 6             |

#### Sprung/Wurf
| Athletin         | Disziplin      | Qualifikation | Qualifikation | Finale     | Finale |
| Athletin         | Disziplin      | Weite/Höhe    | Platz         | Weite/Höhe | Platz  |
| ---------------- | -------------- | ------------- | ------------- | ---------- | ------ |
| Jossie Graumann  | Hochsprung     | 1,80 m        | 1             | 1,88 m     | 4      |
| Anjuli Knäsche   | Stabhochsprung | 4,00 m        | 1             | 4,20 m     | 6      |
| Annika Roloff    | Stabhochsprung | 4,00 m        | 1             | 4,40 m     | Silber |
| Anna Bühler      | Weitsprung     | 6,07 m        | 10            | 6,38 m     | Bronze |
| Neele Eckhardt   | Dreisprung     | 13,52 m       | 1             | 13,91 m    | Gold   |
| Sara Gambetta    | Kugelstoßen    | 17,46 m       | 3             | 17,60 m    | 5      |
| Lena Urbaniak    | Kugelstoßen    | 16,43 m       | 6             | 16,72 m    | 7      |
| Kristin Pudenz   | Diskuswurf     | 57,20 m       | 2             | 59,09 m    | Gold   |
| Sophie Gimmler   | Hammerwurf     | 59,99 m       | 13            | 60,71 m    | 13     |
| Christin Hussong | Speerwurf      | 60,18 m       | 1             | 60,59 m    | 5      |

### Männer

#### Laufdisziplinen
| Athlet            | Disziplin        | Vorlauf     | Vorlauf | Halbfinale  | Halbfinale | Finale        | Finale        |
| Athlet            | Disziplin        | Zeit        | Platz   | Zeit        | Platz      | Zeit          | Platz         |
| ----------------- | ---------------- | ----------- | ------- | ----------- | ---------- | ------------- | ------------- |
| Christoph Kessler | 800 m            | 1:50,63 min | 4       | 1:50,13 min | 19         | ausgeschieden | ausgeschieden |
| Timo Benitz       | 1500 m           | 3:43,93 min | 2       |             |            | 3:43,45 min   | Gold          |
| Martin Grau       | 3000 m Hindernis |             |         |             |            | 8:45,63 min   | 7             |

#### Sprung/Wurf
| Athlet           | Disziplin  | Qualifikation | Qualifikation | Finale        | Finale        |
| Athlet           | Disziplin  | Weite/Höhe    | Platz         | Weite/Höhe    | Platz         |
| ---------------- | ---------- | ------------- | ------------- | ------------- | ------------- |
| Falk Wendrich    | Hochsprung | 2,15 m        | 1             | 2,29 m        | Gold PB       |
| Julian Howard    | Weitsprung | NM            | NM            | ausgeschieden | ausgeschieden |
| Torben Brandt    | Diskuswurf | 50,78 m       | 14            | ausgeschieden | ausgeschieden |
| Maximilian Klaus | Diskuswurf | 56,20 m       | 10            | 56,44 m       | 11            |
| Alexej Mikhailov | Hammerwurf | 64,11 m       | 12            | 69,07 m       | 10            |
| Andreas Hofmann  | Speerwurf  | 83,51 m       | 1             | 91,07 m       | Silber        |

#### Zehnkampf
| Athlet           | Disziplin | 100 m   | Weitsprung | Kugelstoßen | Hochsprung | 400 m | 110 m Hürden | Diskuswurf | Stabhochsprung | Speerwurf | 1500 m | Punkte | Platz |
| ---------------- | --------- | ------- | ---------- | ----------- | ---------- | ----- | ------------ | ---------- | -------------- | --------- | ------ | ------ | ----- |
| Marvin Bollinger | Ergebnis  | 11,37 s | 6,64 m     | 13,45 m     | 2,04 m     | DNS   |              |            |                |           |        |        | DNF   |
| Marvin Bollinger | Punkte    | 780     | 729        | 695         | 840        |       |              |            |                |           |        |        | DNF   |